# Asa Gray
Asa Gray (Sauquot (New York), 18 november 1810 - Cambridge (Massachusetts), 30 januari 1888) was een Amerikaans botanicus.
Hij was de zoon van een boer. In 1826 begon hij met een studie geneeskunde aan het College of Physicians and Surgeons in Fairfield (New York). Van James Hadley, hoogleraar in de chemie en materia medica kreeg hij zijn eerste onderwijs in de wetenschap. In de lente van 1827 begon hij voor het eerst met het verzamelen en identificeren van planten. In januari 1827 studeerde hij af als arts, waarna hij een medische praktijk begon in Bridgewater (New York). In 1830 begon hij met het uitwisselen van planten met John Torrey die als zijn belangrijkste leermeester in de botanie wordt gezien. Tussen 1832 en 184 doceerde hij wetenschap aan de Bartlett's High School in Utica. In 1833 werkte hij voor John Torrey, waarvoor hij onder meer planten verzamelde. Van 1835-1838 was hij conservator van het New York Lyceum of Natural History. Van 1838 tot 1842 was hij hoogleraar in de botanie aan de Universiteit van Michigan. Van 1842 tot 1873 was hij hoogleraar in de natuurlijke historie aan de Harvard-universiteit.
Zijn eerste bijdrage aan de beschrijvende botanie verscheen in 1835. In 1836 verscheen zijn eerste tekstboek over botanie, Elements of Botany. In 1839 publiceerde hij zijn Botanical Text-Book for Colleges, Schools, and Private Students en Structural Botany. Later publiceerde hij Genera of the Plants of the U.S. (1848), First Lessons in Botany en Vegetable Physiology (beiden 1857); How Plants Grow (1858); Field, Forest, and Garden Botany (1869) en How Plants Behave (1872). Hij publiceerde deze boeken om de botanie te populariseren. Zijn belangrijkste werk was wel zijn Manual of the Botany of the Northern United States, waarvan de eerste editie in 1847 verscheen. Van dit werk verschenen vele edities en het werd beschouwd als een standaardwerk met betrekking tot de Amerikaanse botanie.
Gedurende zijn leven schreef Gray vele recensies over boeken met betrekking tot de natuurlijke historie. Het grootste gedeelte van zijn strikt wetenschappelijke werk was gericht op de flora van Noord-Amerika, waarvoor het idee ontstond in samenwerking met zijn vroegere leermeester en collega John Torrey. Het tweede deel van hun The of Flora of North America werd gepubliceerd in 1843. Hierna was Gray langere tijd bezig met het schrijven van zijn Synoptical Flora dat in 1878 werd gepubliceerd. Gray leefde in een tijd dat de Amerikaanse flora werd ontdekt, beschreven en gesystematiseerd en zijn enthousiaste werk in dit veld zorgde ervoor dat hij tot de bekendste botanici van zijn tijd behoorde. In 1856 publiceerde hij een verhandeling over de distributie van planten onder de titel Statistics of the Flora of the Northern United States. Dit werk werd in 1859 gevolgd door een verhandeling over de botanie van Japan en de relaties met die van Noord-Amerika. Joseph Dalton Hooker zei over dit werk dat het op het punt van originaliteit en bijgedragen resultaten zijn 'magnum opus' was. Zijn studie over de distributie van planten leidde tot een innige correspondentie met Charles Darwin in de jaren waarin Darwin de doctrines uitwerkte die later bekend zouden worden als darwinisme. Tussen de jaren 1855 en 1875 was Gray zowel een scherpe criticus als een sympathisant van de Darwiniaanse principes. Zijn religieuze opvattingen kwamen overeen met die van de evangelische stroming in het protestantisme, zodat wanneer het Darwinisme werd neergezet als een equivalent van het atheïsme hij in staat was om effectief te reageren op de ongefundeerde beschuldiging dat het fataal was voor het intelligent design. Hij onderwees dat 'de grootste puzzel voor alle theologen de principes van het darwinisme zijn'. Hij beleed openlijk zijn overtuiging dat de huidige soorten geen speciale creaties zijn, maar veeleer waren voortgekomen uit eerder bestaande soorten. Hij deed deze belijdenis met moed toen deze waarheid nauwelijks werd erkend door enige natuuronderzoeker en door de geestelijken werd gelijkgesteld met atheïsme. Bij de ontdekking van de platentektoniek opperde hij dat Azië en Noord-Amerika ooit geografisch verbonden moesten zijn geweest.
Toen Gray in 1842 werd benoemd tot hoogleraar in de natuurlijke historie aan de Harvard University had deze universiteit geen herbarium, geen botanische bibliotheek, weinig planten van enige waarde en slechts een kleine tuin die vanwege geldgebrek niet goed onderhouden werd. Al snel bouwde hij een waardevol herbarium en een waardevolle bibliotheek op. Hij organiseerde de tuin, waarna de ontwikkeling van de botanische organisaties tot zijn reguliere werk ging behoren. Het herbarium werd snel de grootste en waardevolste in de Verenigde Staten en omdat het vele type-exemplaren bevat zal het waarschijnlijk een collectie van nationaal belang blijven. Er is niets verloren gegaan van wat hij voor de botanische afdeling van de universiteit heeft opgebouwd en het meeste van wat hij begonnen is, is zelfs verbeterd en uitgebreid. Zelf deed hij grote bijdragen in de vorm van het onderbrengen van al zijn specimens, vele boeken, geld en liet na zijn dood de royalty's van zijn boeken na aan de universiteit. Gedurende zijn lange verbintenis met de universiteit (van 1842 tot 1873) leidde hij vele botanici op. Hij toonde altijd interesse in de onderzoeken en persoonlijke verwachtingen van de mensen die onder hem gestudeerd hadden. Een van zijn bekendste studenten was Joseph LeConte. Zijn wetenschappelijke leven bracht Gray grotendeels door in het herbarium en de tuin in Cambridge in Massachusetts, maar zijn werk daar werd verlicht door zijn vele reizen naar verschillende delen van de Verenigde Staten en naar Europa. Dit droeg allemaal bij aan zijn verrichtingen aan zijn Synoptical Flora.
Voor zijn wetenschappelijke verhandelingen, Scientific Papers (1888) trad botanicus Charles Sprague Sargent op als redacteur en voor zijn brieven, Letters (1893) nam zijn vrouw deze taak op zich. Er zijn diverse planten naar Gray vernoemd, waaronder Lilium grayi en het geslacht Grayia.